# Gymnastique artistique aux Jeux olympiques d'été de 2004 - Cheval d'arçons
Pour un article plus général, voir Gymnastique artistique aux Jeux olympiques d'été de 2004.
Navigation
Sydney 2000 Pékin 2008
Cette page rapporte les résultats de la compétition de cheval d'arçons aux Jeux olympiques d'été de 2004 à Athènes. Les qualifications et les finales eurent lieu les 14 et 22 août à l'Olympic Indoor Hall d'Athènes.

## Médaillés
| Or     | Haibin Teng Chine      |
| Argent | Marius Urzică Roumanie |
| Bronze | Takehiro Kashima Japon |

## Résultats

### Qualification
Quatre-vingt-un gymnastes participèrent aux qualifications pour la compétition de cheval d'arçons le 14 août. Les huit meilleurs scores participèrent à la finale le 22 août.

### Finale
| Rang | Gymnaste                  | Note de départ | Ukraine | Bulgarie | Grèce | Corée du Sud | Géorgie | France | Pénalité | Total |
| ---- | ------------------------- | -------------- | ------- | -------- | ----- | ------------ | ------- | ------ | -------- | ----- |
|      | Haibin Teng (CHN)         | 10.00          | 9.85    | 9.90     | 9.85  | 9.80         | 9.80    | 9.85   | —        | 9.837 |
|      | Marius Urzică (ROU)       | 10.00          | 9.85    | 9.85     | 9.85  | 9.80         | 9.80    | 9.80   | —        | 9.825 |
|      | Takehiro Kashima (JPN)    | 10.00          | 9.80    | 9.75     | 9.75  | 9.80         | 9.80    | 9.80   | —        | 9.787 |
| 4    | Huang Xu (CHN)            | 10.00          | 9.80    | 9.75     | 9.75  | 9.80         | 9.80    | 9.75   | —        | 9.775 |
| 5    | Victor Cano (ESP)         | 10.00          | 9.80    | 9.80     | 9.80  | 9.70         | 9.65    | 9.75   | —        | 9.762 |
| 6    | Paul Hamm (USA)           | 10.00          | 9.75    | 9.75     | 9.75  | 9.65         | 9.70    | 9.75   | —        | 9.737 |
| 7    | Runar Alexandersson (ISL) | 10.00          | 9.65    | 9.75     | 9.75  | 9.70         | 9.70    | 9.75   | —        | 9.725 |
| 8    | Hiroyuki Tomita (JPN)     | 9.80           | 9.00    | 9.05     | 9.10  | 9.10         | 9.10    | 9.00   | —        | 9.062 |